# Campionati del mondo di winter triathlon del 2021
I Campionati del mondo di winter triathlon del 2021 (XXIV edizione) si sono tenuti a Sant Julià de Lòria in Andorra, in data 19 marzo 2021.
Tra gli uomini ha vinto il norvegese Hans Christian Tungesvik, mentre la gara femminile è andata all'italiana Sandra Mairhofer.
Si sono aggiudicati il titolo mondiale nella categoria junior rispettivamente il norvegese Sivert Ekroll e la norvegese Julie Meinicke.
La gara valida per il titolo di campione del mondo di winter triathlon, nella categoria under 23 è andata all'italiano Mattia Tanara, mentre tra le donne alla russa Nadezhda Belkina.

## Risultati

### Élite uomini
| Pos. | Nome                             | Paese       | Corsa    | Bici     | Sci      | Totale   |
| ---- | -------------------------------- | ----------- | -------- | -------- | -------- | -------- |
|      | Hans Christian Tungesvik         | Norvegia    | 00:22:46 | 00:26:23 | 00:25:34 | 01:16:47 |
|      | Pavel Andreev                    | Russia      | 00:23:12 | 00:25:28 | 00:27:20 | 01:17:46 |
|      | Giuseppe Lamastra                | Italia      | 00:23:11 | 00:25:22 | 00:27:03 | 01:17:50 |
| 4    | Franco Pesavento                 | Italia      | 00:21:53 | 00:26:37 | 00:27:46 | 01:18:07 |
| 5    | Marek Rauchfuss                  | Rep. Ceca   | 00:23:13 | 00:25:20 | 00:27:56 | 01:18:45 |
| 6    | Evgenii Uliashev                 | Russia      | 00:22:54 | 00:26:11 | 00:27:31 | 01:18:57 |
| 7    | Viorel Palici                    | Romania     | 00:23:10 | 00:26:35 | 00:27:16 | 01:19:33 |
| 8    | Daniel Antonioli                 | Italia      | 00:22:30 | 00:27:10 | 00:27:38 | 01:19:38 |
| 9    | Pavel Yakimov                    | Russia      | 00:23:10 | 00:26:33 | 00:27:52 | 01:19:47 |
| 10   | Sebastian Neef                   | Germania    | 00:23:39 | 00:26:14 | 00:28:05 | 01:19:55 |
| 11   | Dmitriy Bregeda                  | Russia      | 00:23:01 | 00:26:49 | 00:28:35 | 01:20:19 |
| 12   | Manuel Bortolas                  | Italia      | 00:23:06 | 00:27:17 | 00:26:58 | 01:20:30 |
| 13   | Oivind Bjerkseth                 | Norvegia    | 00:23:12 | 00:25:45 | 00:28:46 | 01:20:31 |
| 14   | Robert Gehbauer                  | Austria     | 00:23:40 | 00:25:23 | 00:28:25 | 01:20:38 |
| 15   | Alessandro Saravalle             | Italia      | 00:24:33 | 00:26:20 | 00:28:07 | 01:21:41 |
| 16   | Mattia Tanara                    | Italia      | 00:23:02 | 00:27:23 | 00:28:36 | 01:21:41 |
| 17   | Xavier Jové Riart                | Andorra     | 00:23:11 | 00:25:26 | 00:31:34 | 01:23:37 |
| 18   | Eneko Llanos Burguera            | Spagna      | 00:22:30 | 00:26:13 | 00:32:28 | 01:23:54 |
| 19   | Theo Dupras                      | Francia     | 00:23:04 | 00:29:07 | 00:30:12 | 01:25:31 |
| 20   | Maxim Chane                      | Francia     | 00:22:49 | 00:25:31 | 00:34:43 | 01:25:31 |
| 21   | Victor Manuel Del Corral Morales | Spagna      | 00:22:28 | 00:26:43 | 00:33:56 | 01:26:46 |
| 22   | Evgenii Evgrafov                 | Russia      | 00:25:38 | 00:27:17 | 00:31:21 | 01:26:56 |
| 23   | Joan Freixa Marcelo              | Spagna      | 00:23:56 | 00:28:44 | 00:31:11 | 01:27:51 |
| 24   | Ivan Zalavtsev                   | Russia      | 00:23:45 | 00:28:12 | 00:33:55 | 01:28:11 |
| 25   | Ondrej Petiska                   | Rep. Ceca   | 00:24:14 | 00:30:59 | 00:30:50 | 01:28:47 |
| 26   | Adam Holomoucky                  | Rep. Ceca   | 00:25:19 | 00:30:08 | 00:32:13 | 01:29:59 |
| 27   | Alex Rhodes                      | Regno Unito | 00:25:10 | 00:28:51 | 00:35:10 | 01:32:33 |
| 28   | Gareth Griffin                   | Regno Unito | 00:26:02 | 00:31:13 | 00:32:56 | 01:33:52 |
| 29   | Francois Carloni                 | Francia     | 00:25:06 | 00:27:15 | 00:37:43 | 01:34:01 |
| 30   | David Puertas Tenorio            | Spagna      | 00:24:26 | 00:27:16 | 00:38:04 | 01:34:08 |

### Élite donne
| Pos. | Atleta                   | Paese     | Corsa    | Bici     | Sci      | Totale   |
| ---- | ------------------------ | --------- | -------- | -------- | -------- | -------- |
|      | Sandra Mairhofer         | Italia    | 00:25:54 | 00:31:26 | 00:32:24 | 01:32:35 |
|      | Romana Slavinec          | Austria   | 00:26:57 | 00:32:33 | 00:30:56 | 01:33:23 |
|      | Anna Medvedeva           | Russia    | 00:26:29 | 00:35:18 | 00:29:45 | 01:33:49 |
| 4    | Daria Rogozina           | Russia    | 00:28:38 | 00:31:13 | 00:31:52 | 01:34:22 |
| 5    | Aneta Grabmullerova      | Rep. Ceca | 00:28:07 | 00:30:59 | 00:33:33 | 01:34:53 |
| 6    | Carina Wasle             | Austria   | 00:26:39 | 00:33:15 | 00:32:03 | 01:34:54 |
| 7    | Yulia Surikova           | Russia    | 00:27:48 | 00:31:33 | 00:34:06 | 01:35:41 |
| 8    | Maria Luiza Rasina       | Romania   | 00:26:21 | 00:35:46 | 00:31:44 | 01:36:20 |
| 9    | Nadezhda Belkina         | Russia    | 00:27:26 | 00:33:08 | 00:36:35 | 01:39:30 |
| 10   | Olga Cheremisinova       | Russia    | 00:29:41 | 00:32:09 | 00:35:35 | 01:40:15 |
| 11   | Valeria Kuznetsova       | Russia    | 00:28:42 | 00:34:28 | 00:35:41 | 01:41:25 |
| 12   | Ségolène Leberon         | Francia   | 00:28:16 | 00:35:36 | 00:37:20 | 01:44:30 |
| 13   | Enara Oronoz Mateo       | Spagna    | 00:28:36 | 00:35:18 | 00:37:39 | 01:45:14 |
| 14   | Marta Borbon Llorente    | Spagna    | 00:27:26 | 00:34:20 | 00:40:58 | 01:45:56 |
| 15   | Claudia Martinez Rebollo | Spagna    | 00:28:48 | 00:37:17 | 00:38:58 | 01:47:55 |

### Junior uomini
| Pos. | Nome                      | Paese    | Corsa    | Bici     | Sci      | Totale   |
| ---- | ------------------------- | -------- | -------- | -------- | -------- | -------- |
|      | Sivert Ekroll             | Norvegia | 00:11:45 | 00:11:34 | 00:11:41 | 00:37:17 |
|      | Casper Rønning            | Norvegia | 00:11:45 | 00:12:23 | 00:12:32 | 00:38:51 |
|      | Yaroslav Kurilenok        | Russia   | 00:11:48 | 00:13:43 | 00:12:57 | 00:40:48 |
| 4    | Alvaro Lopez Lucia        | Spagna   | 00:11:46 | 00:14:11 | 00:15:07 | 00:43:26 |
| 5    | Denis Gasiev              | Russia   | 00:13:27 | 00:13:23 | 00:14:42 | 00:44:05 |
| 6    | Diego Díaz García         | Spagna   | 00:12:43 | 00:14:07 | 00:14:54 | 00:44:30 |
| 7    | Santiago Tabuenca Ariño   | Spagna   | 00:13:25 | 00:13:07 | 00:15:01 | 00:44:46 |
| 8    | Alejandro Rada Granero    | Spagna   | 00:12:36 | 00:12:52 | 00:16:42 | 00:45:30 |
| 9    | Kerman Alonso Vicente     | Spagna   | 00:13:15 | 00:13:59 | 00:16:28 | 00:46:43 |
| 10   | Enrique Martinez Melendez | Spagna   | 00:12:38 | 00:14:07 | 00:22:02 | 00:51:20 |
| 11   | Marco Regidor Sanchez     | Spagna   | 00:13:34 | 00:13:45 | 00:22:06 | 00:51:53 |
| 12   | Victor Gonzalez Lazaro    | Spagna   | 00:12:15 | 00:15:13 | 00:23:41 | 00:54:13 |
| 13   | Diego Casado Alijas       | Spagna   | 00:13:03 | 00:14:39 | 00:29:26 | 01:00:11 |
| 14   | Juan Alonso Martin        | Spagna   | 00:17:26 | 00:19:02 | 00:24:30 | 01:05:36 |

### Junior donne
| Pos. | Atleta                 | Paese    | Corsa    | Bici     | Sci      | Totale   |
| ---- | ---------------------- | -------- | -------- | -------- | -------- | -------- |
|      | Julie Meinicke         | Norvegia | 00:13:34 | 00:14:27 | 00:13:12 | 00:43:49 |
|      | Theresa Fürstenberg    | Norvegia | 00:13:35 | 00:15:20 | 00:13:33 | 00:45:04 |
|      | Anastasiia Nepomilueva | Russia   | 00:15:48 | 00:16:13 | 00:14:05 | 00:48:23 |
| 4    | Katja Krenn            | Austria  | 00:14:51 | 00:15:09 | 00:16:19 | 00:49:03 |
| 5    | Irene Moro Betrian     | Spagna   | 00:14:46 | 00:15:01 | 00:17:09 | 00:50:03 |
| 6    | Gala Ortega Ortin      | Spagna   | 00:14:00 | 00:16:41 | 00:18:22 | 00:52:38 |
| 7    | Isabel Alonso Martin   | Spagna   | 00:16:50 | 00:18:25 | 00:22:37 | 01:01:28 |
| 8    | Carmen Alonso Arevalo  | Spagna   | 00:18:07 | 00:20:42 | 00:32:36 | 01:15:02 |
| 9    | Iris Bassols Citores   | Spagna   | 00:17:15 | 00:20:27 | 00:34:06 | 01:16:03 |

### Under 23 uomini
| Pos. | Atleta                | Paese     | Corsa    | Bici     | Sci      | Totale   |
| ---- | --------------------- | --------- | -------- | -------- | -------- | -------- |
|      | Mattia Tanara         | Italia    | 00:23:02 | 00:27:23 | 00:28:36 | 01:21:41 |
|      | Evgenii Evgrafov      | Russia    | 00:25:38 | 00:27:17 | 00:31:21 | 01:26:56 |
|      | Ivan Zalavtsev        | Russia    | 00:23:45 | 00:28:12 | 00:33:55 | 01:28:11 |
| 4    | Adam Holomoucky       | Rep. Ceca | 00:25:19 | 00:30:08 | 00:32:13 | 01:29:59 |
| 5    | David Puertas Tenorio | Spagna    | 00:24:26 | 00:27:16 | 00:38:04 | 01:34:08 |

### Under 23 donne
| Pos. | Atleta                   | Paese  | Corsa    | Bici     | Sci      | Totale   |
| ---- | ------------------------ | ------ | -------- | -------- | -------- | -------- |
|      | Nadezhda Belkina         | Russia | 00:27:26 | 00:33:08 | 00:36:35 | 01:39:30 |
|      | Olga Cheremisinova       | Russia | 00:29:41 | 00:32:09 | 00:35:35 | 01:40:15 |
|      | Valeria Kuznetsova       | Russia | 00:28:42 | 00:34:28 | 00:35:41 | 01:41:25 |
| 4    | Claudia Martinez Rebollo | Spagna | 00:28:48 | 00:37:17 | 00:38:58 | 01:47:55 |

## Medagliere
| Pos. | Paese    | Oro | Argento | Bronzo |   |
| ---- | -------- | --- | ------- | ------ | - |
| 1    | Norvegia | 3   | 2       | 0      | 5 |
| 2    | Italia   | 2   | 0       | 1      | 3 |
| 3    | Russia   | 1   | 3       | 5      | 9 |
| 4    | Austria  | 0   | 1       | 0      | 1 |